# Minecraft Dungeons
Minecraft Dungeons é um jogo eletrônico dungeon crawler desenvolvido pela Mojang Studios e Double Eleven e publicado pela Xbox Game Studios. É um jogo baseado em Minecraft e foi lançado em 26 de maio de 2020 para Microsoft Windows, Nintendo Switch, PlayStation 4 e Xbox One. O jogo foi descontinuado em 28 de setembro de 2023.
O jogo recebeu críticas mistas; muitos consideraram-o divertido e charmoso, com elogios gerais direcionados ao seu visual e música. No entanto, sua jogabilidade simples e o uso de geração procedural receberam uma recepção mais mista, com a sua história e falta de profundidade sendo também alvo de críticas.